# 卵葉長喙蘚
卵葉長喙蘚（学名：Rhynchostegium ovalifolium）为青蘚科長喙蘚屬下的一个种。

## 扩展阅读
- 維基物種上的相關：卵葉長喙蘚